# Calaphis betulicola
Calaphis betulicola är en insektsart som först beskrevs av Johann Heinrich Kaltenbach 1843. Enligt Catalogue of Life ingår Calaphis betulicola i släktet Calaphis och familjen långrörsbladlöss, men enligt Dyntaxa är tillhörigheten istället släktet Calaphis och familjen borstbladlöss. Arten är reproducerande i Sverige. Inga underarter finns listade i Catalogue of Life.